# Friedrich Gottlieb Klopstock

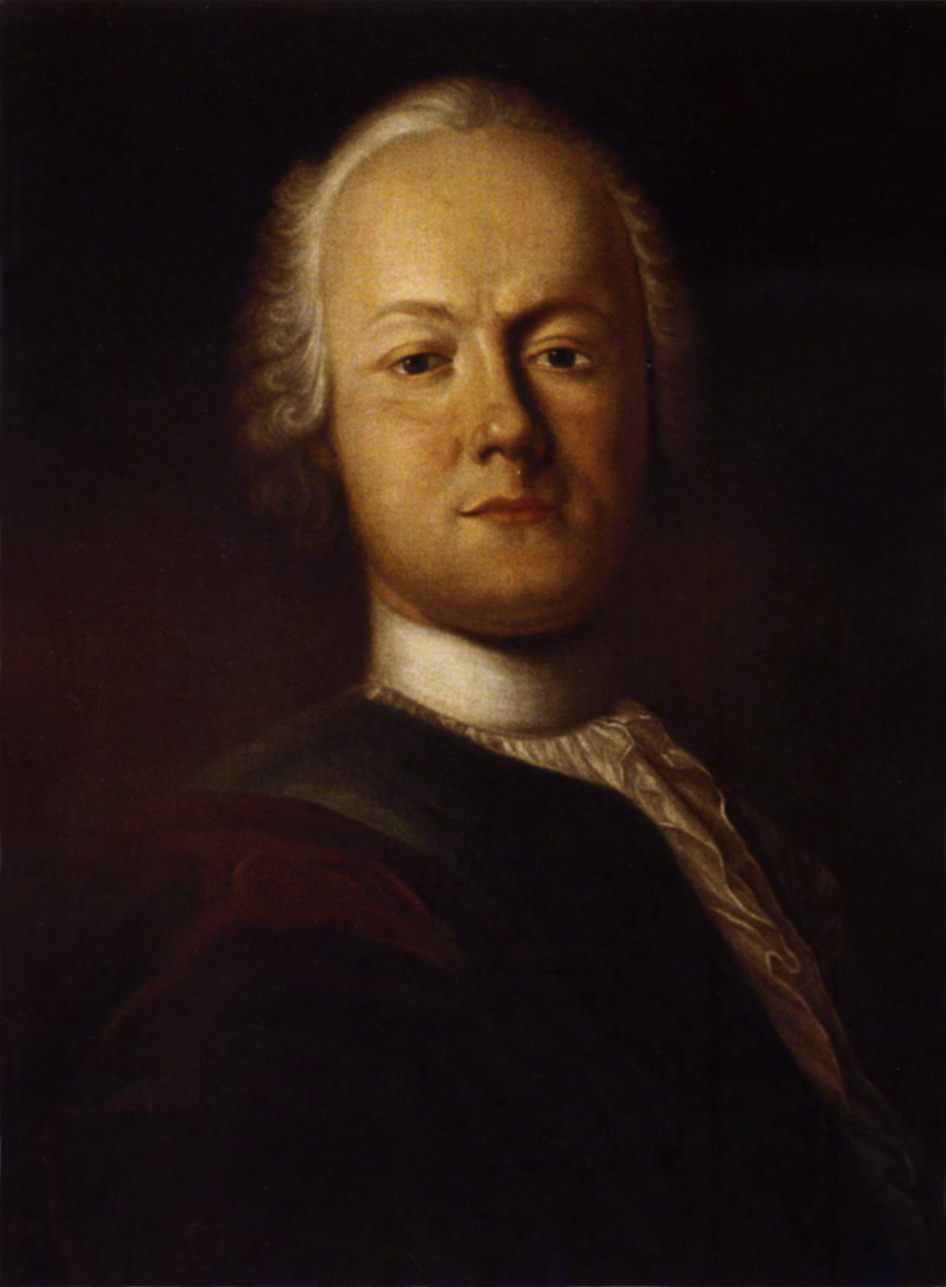
Friedrich Gottlieb Klopstock in un ritratto di Johann Caspar Füssli

Friedrich Gottlieb Klopstock (Quedlinburg, 2 luglio 1724 – Amburgo, 14 marzo 1803) è stato un poeta e drammaturgo tedesco, noto soprattutto per il suo poema epico "Messiade" (Der Messias) e il suo poema Resurrezione, usato da Gustav Mahler per il finale della sua Seconda Sinfonia.

## Biografia

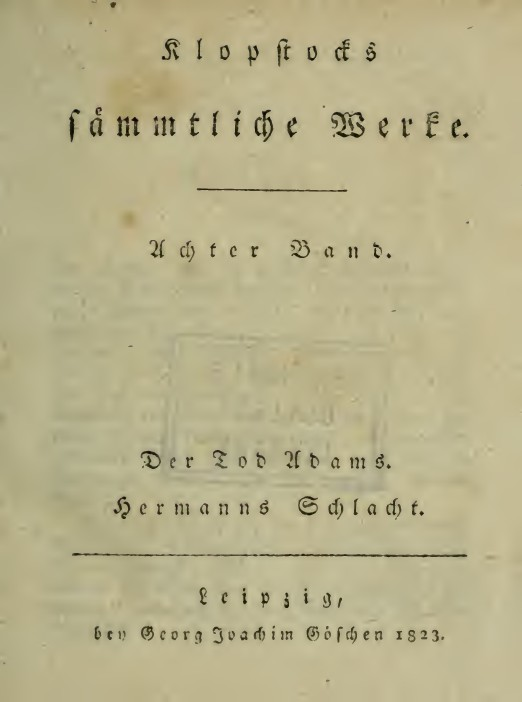
Der Tod Adams. Hermanns Schlacht (1823)

Assieme a Gotthold Ephraim Lessing e Christoph Martin Wieland, è uno dei tre grandi esponenti del preclassicismo tedesco del XVIII secolo. Dopo aver studiato teologia a Jena e Lipsia, Klopstock soggiornò per un anno (1750 - 1751) a Zurigo presso Johann Jakob Bodmer.
Influenzato dalla lettura del Paradiso perduto di John Milton, scrisse Messiade (1748), poema in esametri in cui celebra l'onnipresenza e onnipotenza di Dio in terra: l'opera dimostra la forte influenza del pietismo sul poeta. Alcuni versi della Ode alla Resurrezione sono stati utilizzati da Gustav Mahler nel quinto movimento della sinfonia n° 2 in do min., detta per questo motivo "Resurrezione".
Visse poi per quasi vent'anni a Copenaghen, presso la corte di Federico V di Danimarca, e nel 1792 venne nominato cittadino onorario della repubblica Francese. Nel 1770 tornò in patria stabilendosi ad Amburgo e si dedicò alla stesura della trilogia drammatica sull'eroe immaginario Arminio (Hermann), che fanno di Klopstock l'iniziatore della letteratura di ispirazione nazionale tedesca.
Massone, fu membro della loggia di Amburgo Zu den drei Rosen (Alle tre Rose), nella quale fu iniziato Lessing nel 1771.
Morì nel 1803.

## Influenza
La sua opera ispirò i giovani poeti che nel 1772 diedero vita al Göttinger Hainbund (la Lega del Boschetto di Gottinga).
La sua tragedia La Mort d'Adam venne tradotta in versi dal poeta e drammaturgo francese François-Jean Willemain d'Abancourt.
Nell'Ottocento il suo poema Il Messia fu reso in ottave italiane dal poeta e patriota Sebastiano Barozzi (Milano, 1858), la cui poetica ne rimase fortemente condizionata.